# Трего (округ, Канзас)
Шаблон:StateAbbr_ 39°00′30″ пн. ш. 100°03′54″ зх. д. / 39.008333333333° пн. ш. 100.065° зх. д.
Трего (англ. Trego County) — округ (графство) у штаті Канзас, США. Ідентифікатор округу 20195.

## Історія
Округ утворений 1879 року.

## Демографія
За даними перепису
2000 року
загальне населення округу становило 3319 осіб, усе сільське.
Серед мешканців округу чоловіків було 1582, а жінок — 1737. В окрузі було 1412 домогосподарства, 936 родин, які мешкали в 1723 будинках.
Середній розмір родини становив 2,86.
Віковий розподіл населення поданий у таблиці:
| Стать    | До 15 років | 15-21 | 22-29 | 30-39 | 40-49 | 50-65 | 65-85 | Понад 85 |
| -------- | ----------- | ----- | ----- | ----- | ----- | ----- | ----- | -------- |
| Чоловіки | 292         | 169   | 97    | 175   | 283   | 253   | 275   | 38       |
| Жінки    | 280         | 170   | 88    | 184   | 269   | 263   | 379   | 104      |

## Суміжні округи
- Грем — північ
- Рукс — північний схід
- Елліс — схід
- Несс — південь
- Гов — захід

## Виноски
1. ↑  U.S. Decennial Census. United States Census Bureau. Архів оригіналу за 12 травня 2015. Процитовано 29 липня 2014.
2. ↑  Historical Census Browser. University of Virginia Library. Архів оригіналу за 11 серпня 2012. Процитовано 29 липня 2014.
3. ↑  Population of Counties by Decennial Census: 1900 to 1990. United States Census Bureau. Архів оригіналу за 5 червня 2019. Процитовано 29 липня 2014.
4. ↑  Census 2000 PHC-T-4. Ranking Tables for Counties: 1990 and 2000 (PDF). United States Census Bureau. Архів оригіналу (PDF) за 18 грудня 2014. Процитовано 29 липня 2014.
5. ↑  State & County QuickFacts. United States Census Bureau. Архів оригіналу за 21 липня 2011. Процитовано 29 липня 2014. [Архівовано 2011-07-09 у Wayback Machine.](англ.) Наведено за англійською вікіпедією.
6. ↑  American FactFinder. Бюро перепису населення США. Архів оригіналу за 26 лютого 2012. Процитовано 31 січня 2008. [Архівовано 2008-05-21 у Wayback Machine.]

| США | Це незавершена стаття з географії США. Ви можете допомогти проєкту, виправивши або дописавши її. |